# Läuterung (Metall)
Läuterung ist in der Metallurgie ebenso wie Scheiden (vgl. Scheideanstalt für Affinerie) ein veralteter Begriff zur Bezeichnung von Trennverfahren, mit denen Elemente voneinander getrennt oder Lösungen und andere Gemische in ihre Bestandteile aufgeteilt werden können (Gemischtrennung). Beim Schmelzen von Erzen und Metallen müssen oft unerwünschte Bestandteile aus der Schmelze entfernt werden.

## Verfahren zur Läuterung
Seigerungzur Gewinnung von Silber aus Rohkupfer mit anschließender Treibarbeit
TreibarbeitKlassische, bereits prähistorisch angewandte Technik. Aus silberhaltigen Bleierzen wurde im Treibherd das Silber ausgetrieben. Heute auch als Kupellation bezeichnet.
FiltrationFeste Substanzen werden mechanisch von flüssigen oder gasförmigen Bestandteilen getrennt, indem die Masse durch ein poröses Material (z. B. Textilien) gepresst wird, das die festen Bestandteile zurückhält und die flüssigen oder gasförmigen passieren lässt.
ZentrifugierenZwei Substanzen, von denen höchstens eine fest sein darf, werden durch einen Dichtegradienten voneinander getrennt.
VerdunstungZwei flüssige Stoffe werden durch Erhitzen voneinander getrennt, sobald beide einen unterschiedlichen Siedepunkt haben.
ExtraktionExtraktion (lat. extractio, zu extrahere „herausziehen“) ist ein physikalisches Stofftrennverfahren, bei dem mit Hilfe eines Extraktionsmittels (eines – gegebenenfalls erwärmten – Lösungsmittels) eine Komponente aus einem Stoffgemisch gelöst wird. Das „Lösemittel“ zieht den in ihm besser löslichen Stoff aus dem Gemisch.
KristallisationAls Kristallisation, auch Auskristallisation, bezeichnet man einen Vorgang der Verfestigung, der zur Bildung von Kristallen führt. Er kann aus einer Lösung, einer Schmelze, der Gasphase, einem amorphen Festkörper oder auch aus einem anderen Kristall (Umkristallisation), aber immer durch Kristallbildung und Kristallwachstum (Einkristall), erfolgen – ein  Prozess, der Kristallisationsenthalpie freisetzt.
AdsorptionBeim Vorgang der Adsorption (lat. adsorptio, zu adsorbere „ansaugen“) lagert sich ein Atom oder Molekül aus einem Gas oder einer Flüssigkeit an einer Oberfläche des Adsorbens (Plural: Adsorbenzien) an.
VerhüttungDurch Erhitzung und parallel ablaufende Reduktion von Erzen werden die metallischen Bestandteile von der Gangart getrennt, entweder halbfest (teigig) wie bei Eisenschwamm oder herausgeschmolzen.
ElektrolyseElektrolyse, auch Schmelzflusselektrolyse, lässt in einer Lösung oder einem Schmelzfluss zwischen einer Anode und einer Kathode elektrischen Strom fließen, um beispielsweise Metalle aus wässrigen Lösungen zu gewinnen oder chemische Reaktionen umzukehren. Nach diesem Prinzip wird Kathodenkupfer (auch Elektrolytkupfer genannt) erzeugt oder Sauerstoff und Wasserstoff aus Wasser gewonnen.
AffinationReinigung von Legierungen, insbesondere von Edelmetallen, durch Elektrolyse oder konzentrierte Säuren
PolenReinigen einer Metallschmelze durch Einleitung von Erdöl oder Erdgas